# سوي ليانغ
سوي ليانغ (20 فبراير 1983 - ) (بالصينية: 崔亮) هو لاعب كرة يد الصين. شارك في الألعاب الأولمبية الصيفية 2008.

## وصلات خارجية
- سوي ليانغ على موقع اللجنة الأولمبية الدولية (الإنجليزية)
- سوي ليانغ على موقع أوليمبيديا (الإنجليزية)